# 黑背
黑背（1980年3月25日—），男，原名张元英，中国全职漫画家，被出版界称为中国绘本漫画家第一人。2009年荣获“2009年漫画年度人物”。 黑背的粉丝称为“黑米”。

## 相关书籍
1. 《黑背日记》
2. 《大刑伺候》[3]
3. 《与性同行》
4. 《黑背读奥运》[4]
5. 《这个张飞有点雷》
6. 《黑背启示录》[5]
7. 《黑背糗事录》
8. 《我们YY吧》
9. 《宅男宅女的私生活》
10. 《有你在身边》
11. 《差点忘记了》
12. 《真的差点忘记了》[6]
13. 《2012完全手册》
14. 《我是你爸爸》
15. 《哥，你好猛》（2010.8月出版）